# Атлас (місячний кратер)
46°44′ пн. ш. 44°23′ сх. д. / 46.74° пн. ш. 44.38° сх. д.
Кратер Атлас (лат. Atlas) — добре помітний ударний кратер у північній частині видимого боку Місяця, що лежить на південному сході від Моря Холоду. Назву присвоєно Джованні Річчіолі на честь міфологічного героя Атланта й затверджено Міжнародним астрономічним союзом у 1935 році. Кратер Атлас разом із кратером Геркулес утворює добре помітну пару в північно-східному квадранті Місяця. Утворення кратера належить до пізньоімбрійської епохи.

## Опис кратера

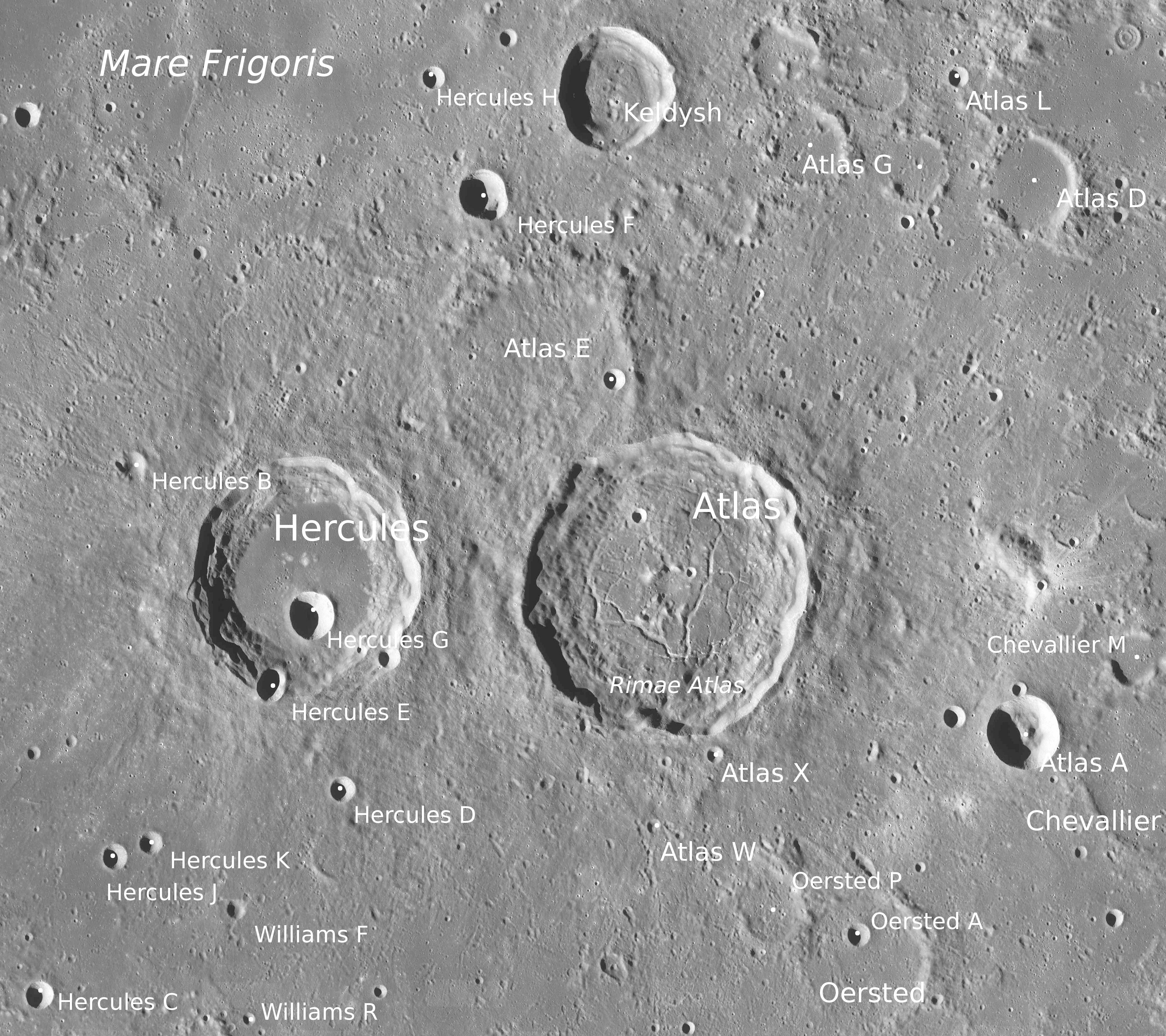
Околиці кратера Атлас. Знімок зонда Lunar Reconnaissance Orbiter.

Кратер лежить у гористій місцевості. На заході від нього розташовується кратер Геркулес; на півдні кратери Ерстед, Цефей та Франклін; на південному сході кратери Шевальє, Шакборо, Гук; на півночі кратер Келдиш. На північному заході до кратера прилягає сателітний кратер Атлас E (див. нижче), який є залишками набагато давнішого, ніж сам Атлас, кратера. Селенографічні координати центру кратера 46°44′ пн. ш. 44°23′ сх. д. / 46.74° пн. ш. 44.38° сх. д., діаметр 88,1 км, глибина 2050 м.

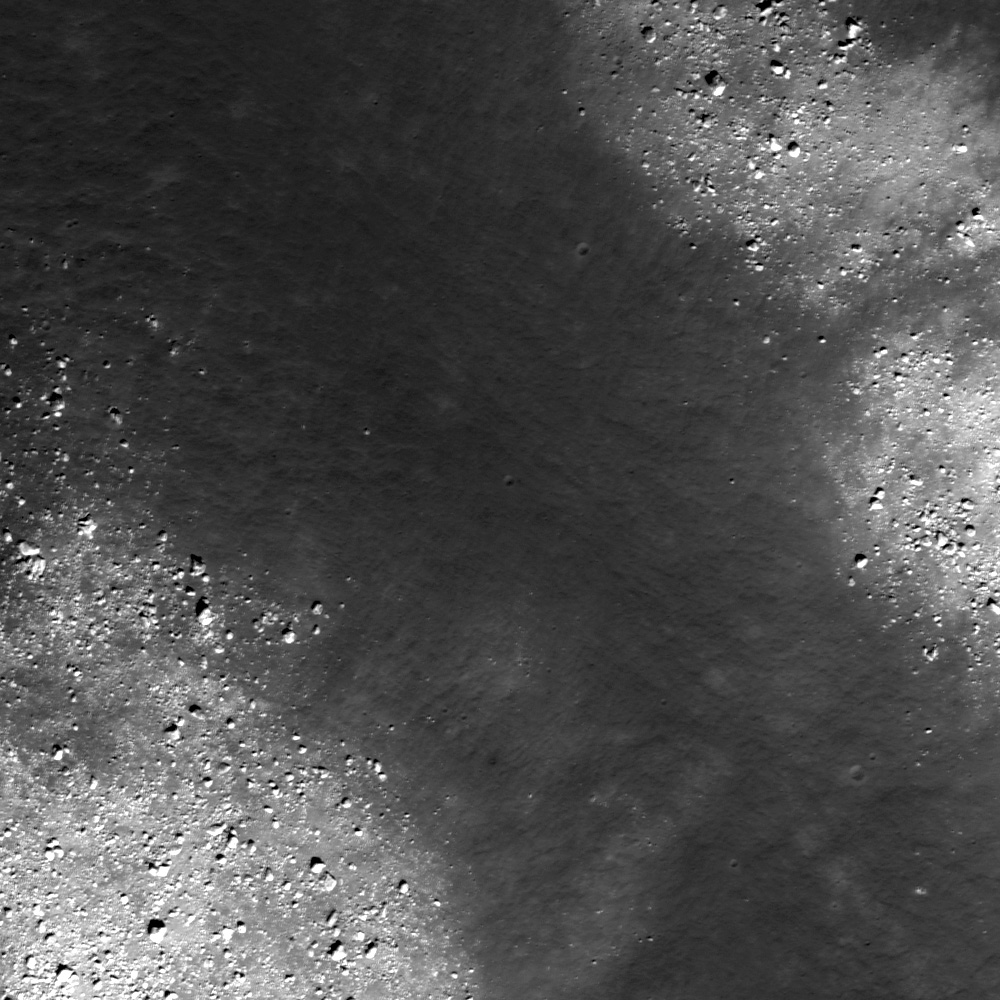
Ділянку борозни в чаші кратер Атлас. Знімок зонда Lunar Reconnaissance Orbiter із роздільною здатністю 50 см на піксель.

Кратер має крутий терасоподібний внутрішній схил, верхня частина якого обвалилася, утворивши гостру кромку. Вал кратера полігональної форми, масивний, окремі піки мають висоту до 3300 м. Висота валу над дном чаші кратера становить 2650 м, над навколишньою місцевістю — 800 м, об'єм кратера приблизно 7200 км. Дно чаші кратера нерівне, горбисте, з більшим альбедо, ніж у навколишньої місцевості.
У чаші кратера є система борозен, названа на ім'я кратера. У південній і північній частинах чаші помітні темні плями, які, можливо, являють собою пірокластичні відкладення. У північній і північно-східній частинах кратера — безліч невеликих кратерів з темним гало, можливо, утвореним вулканічною діяльністю. Місце центрального піка займає циркулярне скупчення невисоких пагорбів заввишки до 900 м, яке, можливо, є залишками центрального кратера. Склад центральних пагорбів — габро-норито-троктолітовий анортозит із вмістом плагіоклазу 85—90 % (GNTA1) та анортозитові габро (AG). На північ від центру кратера відходить невеликий хребет. Морфологія кратера, мабуть, пояснюється тим, що лава не прорвалася в кратер, а призвела до підняття та розтріскування дна чаші кратера. Темні плями, згадані вище, можливо пов'язані з місцями локального прориву лави.
На сході від кратера лежить невеликий безіменний кратер з яскравою системою променів, який має неофіційну назву «Компаньйон Атласу».

## Швидкоплинні місячні явища
У кратері Атлас спостерігалися швидкоплинні місячні явища як зміни виду темних плям на дні. Зокрема, про такі явища повідомляв Генрі Пікерінг у 1891 році під час спостережень за допомогою 13-дюймового телескопа в Арекіпській обсерваторії. Проте слід зауважити, що Генрі Пікерінг був прихильником паранаукової теорії про існування на Місяці органічного життя, і ці погляди підірвали його репутацію як професійного астронома.

## Сателітні кратери
| Атлас | Координати                                                | Діаметр, км |
| ----- | --------------------------------------------------------- | ----------- |
| A     | 45°20′ пн. ш. 49°34′ сх. д. / 45.34° пн. ш. 49.56° сх. д. | 22,2        |
| D     | 50°24′ пн. ш. 49°39′ сх. д. / 50.40° пн. ш. 49.65° сх. д. | 25,8        |
| E     | 48°37′ пн. ш. 42°30′ сх. д. / 48.61° пн. ш. 42.50° сх. д. | 58,0        |
| G     | 50°44′ пн. ш. 46°28′ сх. д. / 50.73° пн. ш. 46.47° сх. д. | 21,4        |
| L     | 51°20′ пн. ш. 48°37′ сх. д. / 51.33° пн. ш. 48.62° сх. д. | 5,4         |
| P     | 49°40′ пн. ш. 53°00′ сх. д. / 49.66° пн. ш. 53.00° сх. д. | 26,9        |
| W     | 44°26′ пн. ш. 44°13′ сх. д. / 44.43° пн. ш. 44.22° сх. д. | 4,3         |
| X     | 45°07′ пн. ш. 45°06′ сх. д. / 45.12° пн. ш. 45.10° сх. д. | 5,0         |

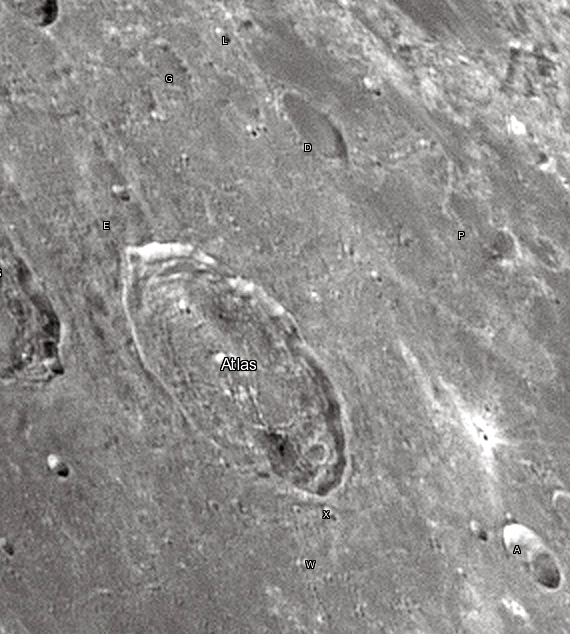
Знімок Девіда Кемпбелла.

- Сателітний кратер Атлас А включений до списку кратерів із темними радіальними смугами на внутрішньому схилі Асоціації місячної та планетарної астрономії (ALPO)[8].

## Галерея

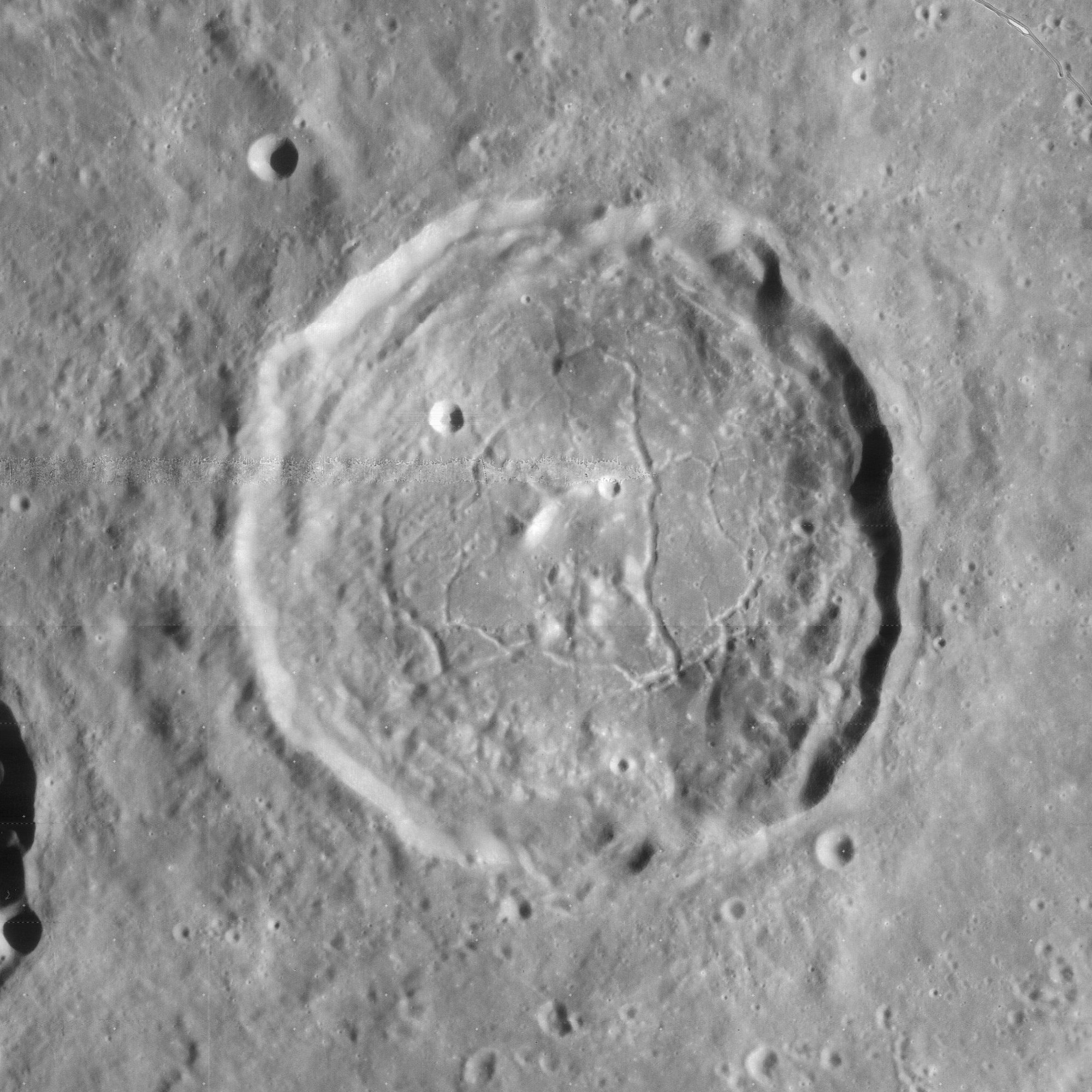
Знімок зонда Lunar Orbiter-IV.